# Mikalaj Pobal
Mikalaj Pobal (belarussisch Мікалай Побаль; englische Transkription Mikalai Pobal; * 15. Juni 1984) ist ein professioneller belarussischer Pokerspieler. Er gewann zweimal das Main Event der European Poker Tour und ist damit einer von drei Rekordtitelträgern.

## Persönliches
Pobal studierte Internationale Beziehungen und lebt in Minsk.

## Pokerkarriere
Pobal spielte von Oktober 2007 bis April 2015 online unter den Nicknames leanod (PokerStars, Full Tilt Poker sowie partypoker) und m0l0t (TitanPoker). In diesem Zeitraum erspielte er sich mit Turnierpoker rund 1,5 Millionen US-Dollar.
Pobal erzielte seine erste Geldplatzierung bei einem Live-Turnier im April 2012 beim Main Event der European Poker Tour (EPT) in Berlin. Ende August 2012 gewann er das EPT-Main-Event in Barcelona. Dafür setzte er sich gegen 1081 andere Spieler durch und sicherte sich eine Siegprämie von über einer Million Euro. Auch 2013 und 2014 erreichte der Belarusse beim Main Event der EPT Barcelona jeweils die Geldränge. Mitte Dezember 2019 gewann er das EPT-Main-Event in Prag und sicherte sich den Hauptpreis von rund einer Million Euro. Damit wurde er nach Victoria Coren Mitchell zum zweiten Spieler der EPT-Geschichte, der zwei Main Events für sich entscheiden konnte. Seitdem erzielte Pobal bis dato keine weitere Geldplatzierung bei einem Live-Turnier.
Insgesamt hat sich Pobal mit Poker bei Live-Turnieren knapp 2,5 Millionen US-Dollar erspielt.